# Magyar Szó
Magyar Szó est un quotidien serbe de langue hongroise fondé en 1944 à Novi Sad (Voïvodine).